# جائزة ديترويت بيلي إيزلي الكبرى 2015
جائزة ديترويت بيلي إيزلي الكبرى 2015 (بالإنجليزية: 2015 Chevrolet Detroit Belle Isle Grand Prix)‏ هو أحد سباقات سلسلة إندي كار 2015 وأقيم على مرحلتين، بتاريخ 30-31 مايو 2015 في ديترويت، الولايات المتحدة.